# Goran Šukalo
Goran Šukalo (Koper, República Federal Socialista de Yugoslavia, 24 de agosto de 1981) es un futbolista esloveno, que se desempeña como mediocampista y que actualmente milita, en el SpVgg Greuther Fürth de la 2. Bundesliga de Alemania.

## Selección nacional
Ha sido internacional con la selección de fútbol de Eslovenia; donde hasta ahora, ha jugado 34 partidos internacionales y anotó 20 goles por dicho seleccionado.

## Clubes
| Club                 | País      | Año         |
| -------------------- | --------- | ----------- |
| FC Koper             | Eslovenia | 1997 - 2001 |
| SpVgg Unterhaching   | Alemania  | 2001 - 2005 |
| Alemannia Aachen     | Alemania  | 2005 - 2006 |
| TuS Koblenz          | Alemania  | 2006 - 2009 |
| FC Augusburgo        | Alemania  | 2009 - 2010 |
| MSV Duisburgo        | Alemania  | 2010 - 2013 |
| SpVgg Greuther Fürth | Alemania  | 2013 - 2015 |